# Arletes
Arletes (en francès: Arlettes) va ser un llogaret de la comuna nord-catalana de Conat, a la comarca del Conflent, de la Catalunya del Nord.
Era situat al sud de Miralles, al nord de la Falguerosa i a l'oest de Catllorenç.

## Història
Una de les primeres mencions documentades d'Arletes és del 1312, quan Guillem d'En regeix en nom de Sanç I de Mallorca els delmes del poble de Vallans, el cens d'Arletes i unes bordes al poble d'Orbanyà. Al segle xiv pertanyia a la jurisdicció reial; el 1591 i el 1701 encara hi romania, sota l'autoritat del baró de Conat. El poble no va estar mai gaire habitat: als fogatges del 1378 i del 1424 s'hi indiquen 4 focs o famílies, entre vint i trenta persones. Al del 1515 ja no s'esmenta el lloc, i en el Cadastre napoleònic del 1812 només apareix el topònim com a nom d'una partida. En l'actualitat només en resten unes quantes cledes per a ramats.

## Llegenda
Juli Cornovol, Lo refilayre de Carençà, va publicar el 1911 un conte llegendari que atribuïa -indirectament - la fi d'Arletes a una epidèmia de pesta (en el marc de les epidèmies de Pesta Negra de mitjan segle xiv, doncs). Deia que a Arletes hi havia hagut un bruixot anomenat "Charigail" (xerrigall/xarrigall?) que participava cada dijous a l'aquelarre de les bruixes, i que les dones del poble l'havien vist convertit en un gat gris saltant pels gorgs de Noedes. Una nit de Nadal, quan la gent d'Arletes havia baixat a Missa del Gall a Conat, el bruixot hauria sacrificat un pollastre negre en una cruïlla de camins, enmig de dibuixos cabalístics. Una boira tota espessa hauria embolcallat el poblet i, en tornar els vilatans, haurien vist una colla de diablets dansant al voltant d'una caldera enorme, el foc de la qual atiava en Charigail. L'endemà, els habitants s'haurien alçat enfebrats, i els dies següents haurien anat morint els nens, primer, i els avis després. Els supervivents intentaren fugir cap a Conat, Llúgols (llogaret de Rià i Cirac) o Orbanyà; però els d'aquest darrer vilatge, sabedors que la pesta s'havia abatut sobre els vilatans d'Arletes, n'haurien occit vuit a cops de fusell, quan s'atansaven al poble. Durant molt de temps, Arletes hauria estat un lloc maleït poblat només per bèsties fins que, amb el temps, s'hi bastí un mas.